# Branislav Ľupták
Branislav Ľupták (* 5. června 1991, Krupina) je slovenský fotbalový záložník od roku 2015 působící v A-týmu DAC Dunajská Streda.

## Klubová kariéra
Svoji fotbalovou kariéru začal v FK Dukla Banská Bystrica, kde se v roce 2011 dostal do A-týmu. V lednu 2015 byl na testech v českém klubu FC Vysočina Jihlava, ale smlouvu nakonec odmítl.
V zimní pauze sezóny 2014/15 Fortuna ligy přestoupil do DAC Dunajská Streda.
29. srpna 2015 vstřelil v ligovém zápase proti FO ŽP ŠPORT Podbrezová jeden gól a přispěl k vítězství 5:1. Mužem zápasu však byl jeho spoluhráč Ákos Szarka, který skóroval rovnou čtyřikrát.

## Reprezentační kariéra
V roce 2012 odehrál dva přátelské zápasy za Slovensko U21.

### Externí odkazy

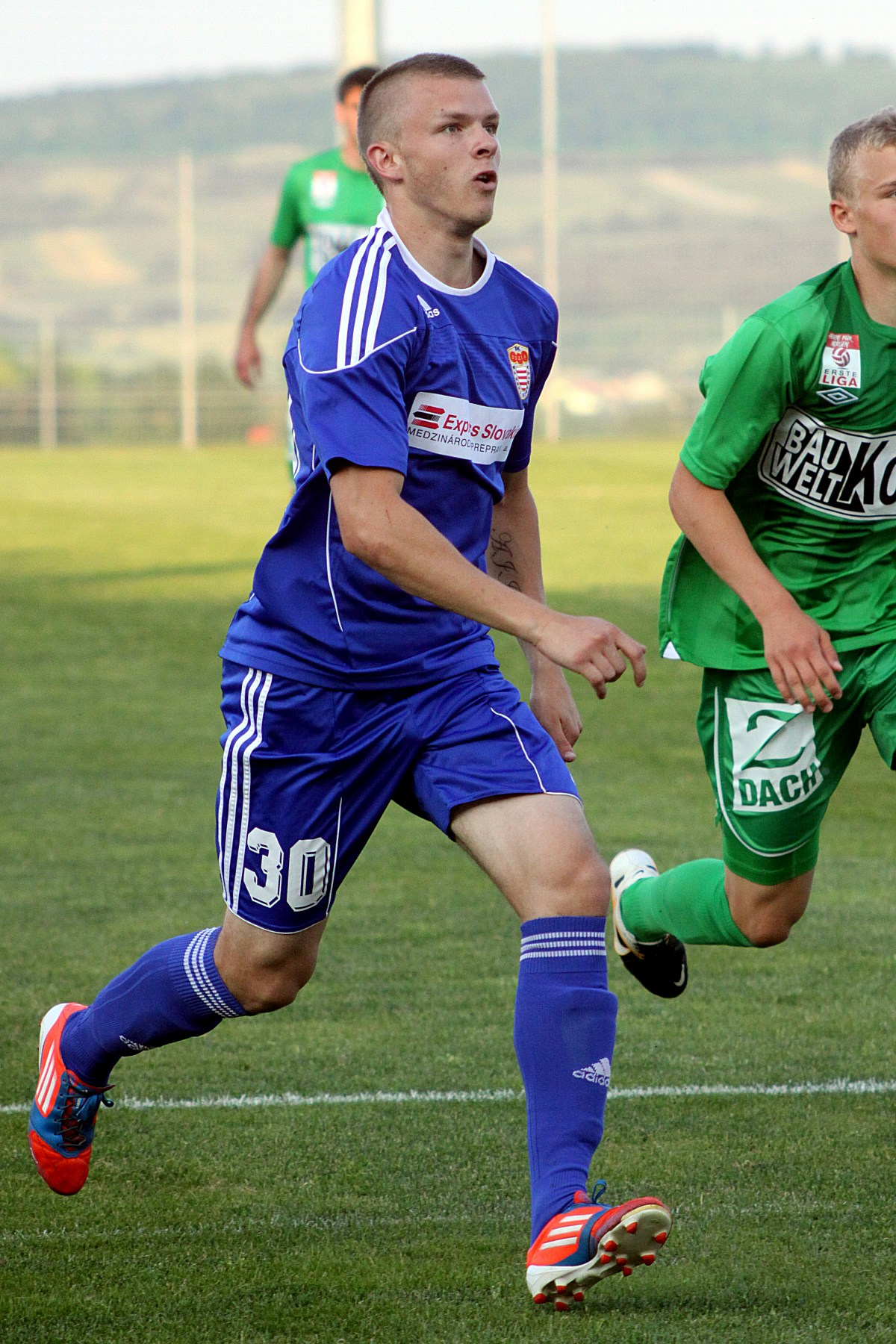
Branislav Ľupták v běhu